# Секс и ничего личного
«Секс и ничего личного» (укр. Секс і нічого особистого) — украинская романтическая кинокомедия 2018 года режиссёра Ольги Ряшиной. Является ремейком канадского фильма «Секс и ничего лишнего».

## Синопсис
Главному герою предстоит познать премудрости «сексуального воспитания», чтобы порадовать любимую девушку.

## В ролях
- Роман Луцкий—Сергей
- Анжелика Николаева—Диана
- Наталья Мазур—Леся
- Сергей Притула—Василий
- Андрей Данилко—полицейский

## Производство
Фильм снят кинокомпанией Star Media при поддержке Госкино, которое оплатило половину бюджета ленты. Автором сценария стала команда Варьяты-шоу: Сергей Притула, Владимир Жогло, Валентин Сергийчук, Владимир Ковцун и Виталий Тыльный. В создании сценария фильма также принимал участие известный украинский переводчик Олекса Негребецкий, который помог адаптировать сценарий на живой, разговорный украинский язык. Фильм является не прямым ремейком канадского оригинала, а адаптацией сценария литовского ремейка 2015 года режиссёра Юлиуса Пулиуса под названием «Неопытный».
Режиссёром картины выступила Ольга Ряшина. Съемки состоялись в Праге, Киеве и Львове. Дистрибьютором выступила компания Ukrainian Film Distribution.

## Саундтрек
Заглавной темой фильма стала песня Макса Барских «Полураздета», которая была представлена 18 июля 2018 года.
Англоязычные песни
1. I See You — Mountain Breeze
2. Waves — Cepasa
3. Always Beautiful — Cepasa
4. Nothing At All — Brunettes Shoot Blondes
5. Unreal — Cepasa
6. FIRE — AIO
7. Daydreamer — Koloah

Украиноязычные песни
1. Сонячна — Сальто Назад
2. Колискова — KADNAY
3. Крейзі Нікіта — Panivalkova
4. У мене немає дому — Один в каное

Русскоязычные песни
1. Полураздета — Макс Барских
2. То, от чего без ума — Monatik
3. УВЛИУВТ — Monatik
4. Все, что мне нужно — Monatik

## Релиз
Первоначально премьера фильма была запланирована на 14 февраля 2019 года, однако впоследствии её перенесли на 20 декабря 2018 года. Фильм, собрал в прокате 25,2 миллионов гривен.

## Критика
Фильм получил преимущественно положительные отзывы от украинских кинокритиков, хотя определённые аспекты фильма подверглись критике.